# Rallina forbesi
La polluela de Forbes (Rallicula forbesi sin.: Rallina forbesi) es una especie de ave gruiforme perteneciente a la familia Rallidae. Se encuentra en  Indonesia y Papúa Nueva Guinea. Su hábitat natural son los bosques húmedos tropicales.